# Thomas von Quentel
Thomas von Quentel (* um 1629 in Köln; † 28. Januar 1690 in Straßburg) war Priester und Offizial. Er war ein Nachfahre des kölnischen Buchdruckers Heinrich Quentell.
Der jüngste Sohn eines Kurkölner Hofrats studierte in Rom am Collegium Germanicum und seit dem 12. Januar 1645 in Padua. Ab 1648 promovierte er in Köln zum Doktor der Rechte und besaß ab dem 30. Juli 1646 ein Kanonikat an Sankt Severin, auf welches er jedoch 1686 verzichtete. Seit 1656 Propst an Sankt Andreas, wurde er am 1. Februar 1662 kölnischer Domherr und am 1. Juni desselben Jahres Mitglied des Kirchenrates. Als Großsiegler wurde er am 3. April 1664 durch Erzbischof Maximilian Heinrich von Bayern zum Offizial für das Erzbistum Köln erhoben. Auch an Sankt Ursula erlangte er am 8. April 1666 ein Kanonikat, auf welches er dann jedoch schon am 9. Juli 1667 resigniert hatte.
Als Verfechter des Wilhelm Egon von Fürstenberg und einer seiner strammesten Parteigänger stimmte er bei der Bischofswahl am 7. Januar 1688 für diesen und flüchtete auch mit ihm im Verlauf des der Wahl folgenden Kölnischen Krieges nach Straßburg.

## Würdigung

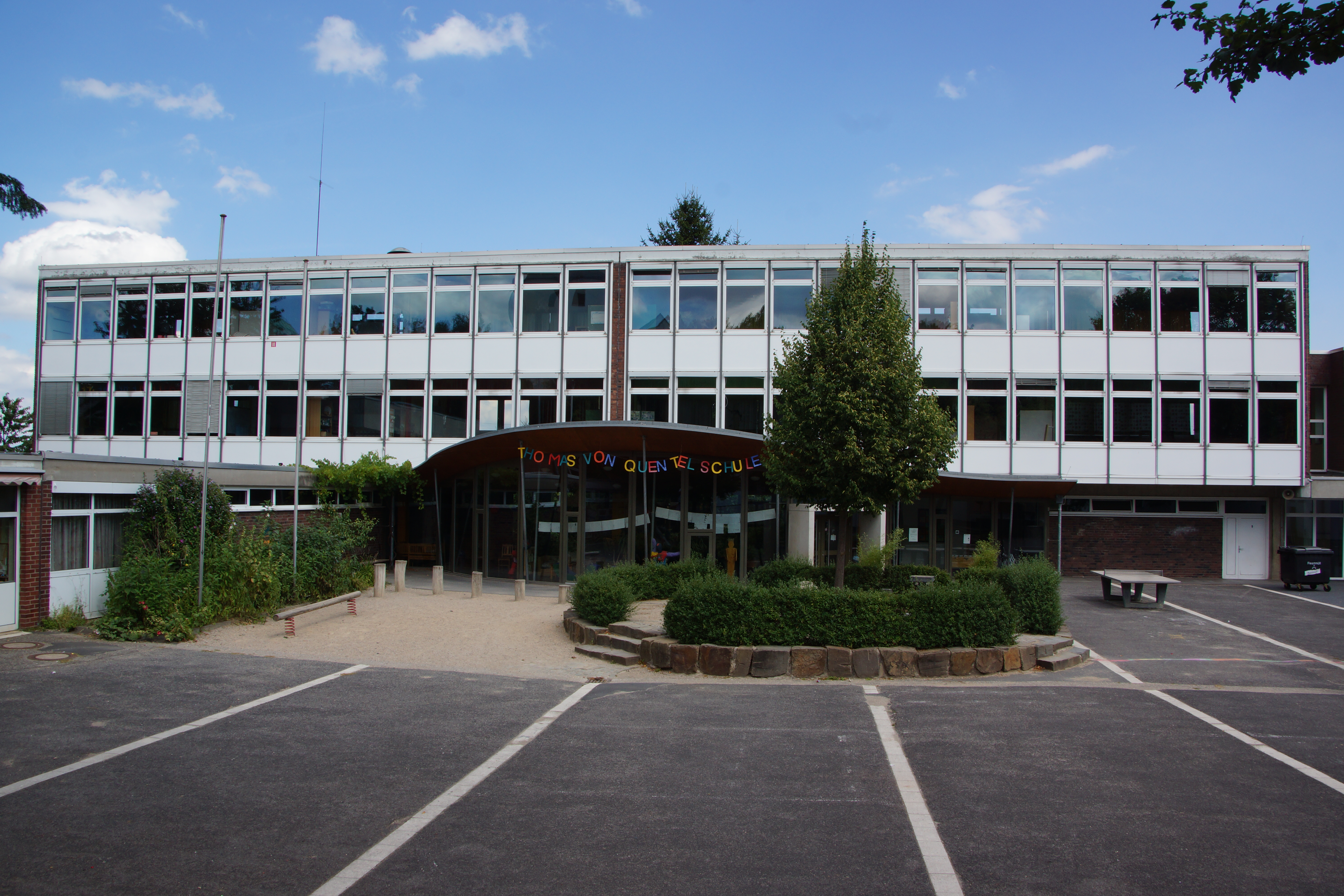
Thomas-von-Quentel-Schule in Walberberg

In Walberberg, einem Ort im rheinischen Vorgebirge, ist die örtliche katholische Grundschule nach ihm benannt.